# Card marià
El card marià, card lleter, card de la llet de la Mare de Déu, card tacat, card burral o cardot (Silybum marianum) és una planta amb flor de la família de les asteràcies que es troba a tota la regió mediterrània, sobretot cap al sud d'Europa i la península Ibèrica, les Canàries, Àsia Menor i nord d'Àfrica. També se l'anomena card gallofer, cardot, carxofa de burro, escardot gros, card clapat, card calapatós, card blanc i escardot de Nostra Senyora.

## Etimologia
El terme marianum prové de Maria i fa referència a la Verge Maria, ja que hi ha una llegenda medieval sobre aquesta planta que diu que ella va utilitzar les grans fulles d'un card per tal d'amagar Jesús dels soldats d'Herodes. Al moment d'escapar, del seu pit van caure algunes gotes de llet, que han perdurat per sempre en aquesta espècie per tal de recordar aquell assenyalat dia. Aquest card va quedar beneït i ple de virtuts. És per això que en la medicina medieval recomanaven aquesta planta a les puèrperes i dides, per tal d'augmentar la secreció de llet. Per això el seu nom en molts idiomes fa referència a la llet i a Maria.

## Ecologia
És una espècie pròpia principalment de la conca mediterrània però s'ha adaptat a Gran Bretanya i Amèrica del Nord. A la península Ibèrica es troba en quasi tot el territori però minva cap al nord. A Catalunya, el País Valencià i les Illes és força comú.

### Hàbitat
Creix de manera silvestre, espontàniament en ambients molt diversos. Tot i això prefereix terrenys erms, nitròfils, de sòls profunds moderadament humits, en zones temperades, poc plujoses i pedregoses, però assolellades. El trobem amb freqüència a voreres de carreteres i camins, prop de nuclis urbans, en cases enrunades de terra baixa, tot i que remunta a 1400 m, prop de murs, corrals i indrets molt transitats, normalment on creixen les ortigues. Floreix a partir del maig i es recol·lecta a principis de la tardor.

## Morfologia
La seva Forma vital de Raunkjaer és la d'hemicriptòfit amb gemmes persistents situades arran de terra. És una planta herbàcia anual o biennal, passat aquest temps s'asseca i mor. La seva alçada habitual oscil·la entre els 70 i els 200 cm. És un card robust, poc ramificat.

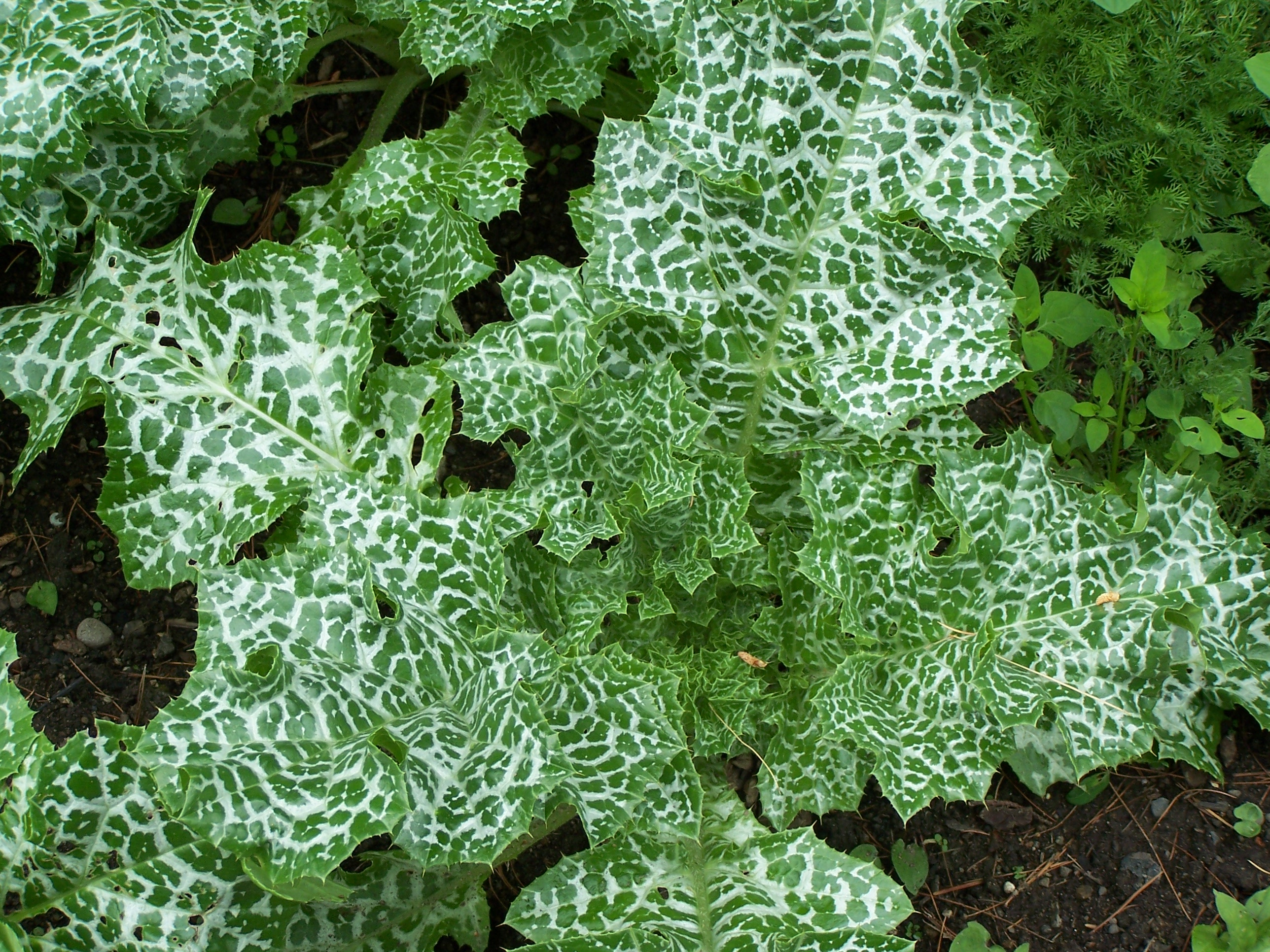
Fulles de card marià, fotografiades al jardí botànic de Göttingen. Observeu les taques blanques semblants a esquitxos de llet que segueixen els nervis i les espines del marge de la fulla.

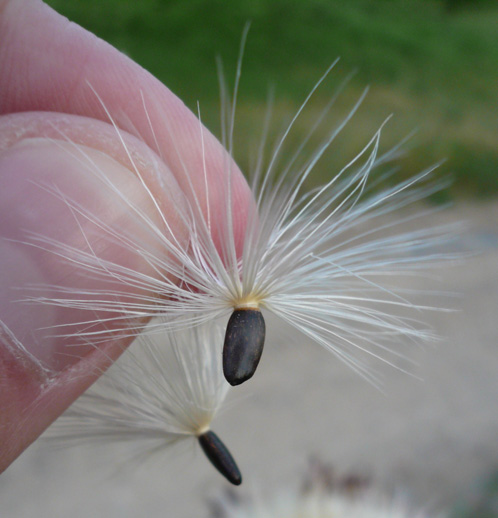
Grana de card marià, recollides al llit del Besòs. Com en altres compostes, les llavors tenen un papus (els pèls de la llavor) que els permeten ser dispersades pel vent

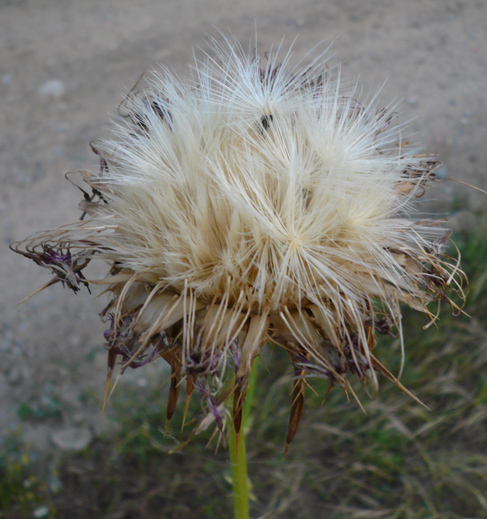
Capítol granat, també al llit del Besòs. En arribar a la maduresa el capítol s'acaba d'obrir, deixant les llavors exposades al vent.

L'arrel és axonomorfa amb una arrel principal i d'altres secundàries, però no són molt fortes, ja que la planta és anual i no té temps de formar una estructura molt desenvolupada i molt profunda. Té una tija erecta de la qual surten les fulles en diferents nivells, distribució de roseta. Les fulles inferiors són pinnatisectes, fan entre 25-50 cm, marbrades de blanc a l'anvers i amb espines marginals de 3-8 mm. Les superiors són lanceolades, ja que presenten lòbuls sinuosos; poden arribar a mesurar 30 cm de llargada, i ordinàriament més de 7 cm d'amplada. Aquestes fulles són glabrescents i brillants, amb uns marges espinosos i de color verd fosc. Tenen alguns pèls sobretot al marge i als nervis, semblant a S. adanson però més pilós. Fulles amb espines sovint de 7-15 mm, amb freqüència amb el lòbul terminal oblong. A la seva superfície hi ha un reticle de taques blanques que segueixen els nervis, que li donen a la fulla un aspecte esquitxat.
Fa Inflorescències amb uns grans capítols florals solitaris i terminals de 2,5-4 cm sense contar l'apèndix.
Té un apèndix en forma de carxofa. Aquests capítols estan protegits per un tèpals d'apèndix aguts i espinosos. Aquests capítols tenen les bràctees externes prolongades en un llarg apèndix espinós, patent i corbat. Les bràctees involucrals mitjanes i inferiors amb un apèndix apical estretament triangulat, sublinial de 2,5-5 cm recorbat i acabat en una forta espina. Aquest conjunt de bràctees formen l'indument que és pluriceriat. Té un receptacle amb escames de natura bracteal. Els capítols tenen totes les flors del mateix tipus, o sigui, són homògams. Aquestes flors són tubuloses, en flòscul, amb llargues i estretes lacínies. Aquestes flors tenen unes cues anomenadespeduncles que tenen bràctees foliàcies, aquests permeten sostenir la inflorescència. Són subafil·ls. Normalment les flors apareixen el segon any. En la distribució sobre el capítol tant les flors perifèriques com les centrals són hermafrodites. El calze està format en un conjunt de pèls simples, no presenta sèpals. S'anomena papus o vil·là. La corol·la és de tipus tubular presenta 5 pètals engruixits, d'un color rosa, púrpura intens i una lleugera aroma. La simetria en els flòsculs és actinomorfa. Gamopètala ja que els 5 pètals estan soldats. L'androceu està format per 5 estams lliures que s'inserixen a la corol·la. Però les seves anteres (part de l'estamp que conté el pol·len) se solden entre si, s'anomenen singenèsics, i formen un tub en el qual s'aboca el pol·len. En allargar-se l'estil, el pol·len és arrossegat fora del tub de l'antera bé pels àpexs de les branques de l'estigma, que tenen pèls, o per un conjunt de pèls que formen una escombreta (escòpula). Seguidament se separen els lòbuls estigmàtics i la cara interior d'aquests, la que és receptiva, i llavors resulta accessible al pol·len. El gineceu consta d'ovari, amb els òvuls basals, ínfer, bicarpel·lar, però unilocular (només un òvul per cada ovari) i conté només un primordi seminal anàtrop a la base, amb un estil engruixit i pilós sota la bifurcació i dos estigmes.
El fruit que s'origina de l'ovari és una nou. El pericarpi està més o menys íntimament lligat a la paret de la llavor, s'anomena aqueni. Els fruits són petits (6-7 mm), arrugats transversalment i proveïts d'un vil·là, ja que tenen pèls, llarg i blanquinós. La seva superfície és molt fosca i presenta unes taques grisenques. Tenen forma ovoide, eriçat i amb 2 becs apicals. Sempre tenen papus de 15-20 mm, aquest és uniseriat, ja que els pèls estan en un sol rengle. A prop del vèrtex de l'aqueni, on s'insereix el vil·là, s'observa un anell de color groguenc.

## Part utilitzada (droga)
Els fruits d'aquesta planta lliure del seu vil·là, en concret les llavors s'utilitzen per a les seves propietats medicinals. Les fulles també són utilitzades.

## Composició química
Flavanolignans (0.7-3,0%). Es va considerar en el passat que el principi actiu era una substància denominada silimarina. Posteriorment, s'ha comprovat que la silimarina és una barreja de composts, fonamentalment silibina, silicristina i silidianina, i en menor mesura isosilibinas A i B, 3-desoxi-silicristina, silandrina, silimonina.
La silibinina, que és el compost més actiu, es forma per una cicloadició entre la flavanona taxifolina i l'alcohol coniferílic.
- Flavonoides. En els fruits apareixen flavonoides del grup de les flavonas com l'apigenina o el crisoeriol (flavona metoxilada), flavonols com el quercetol, flavanonas com l'eriodictiol, el naringetol o la taxifolina.
- Esteroides (0,63%). Entre d'altres, apareixen colesterol, campesterol, estigmasterol i sitosterol.
Olis essencials:
- Lípids (20-30%-30). En ser la droga un fruit, presenta gran quantitat de substàncies de reserva energètica en forma d'oli, amb triglicèrids d'àcids grassos linoleic (60%), oleic (30%) i palmític (9%).
- Proteïnes (25-30%-30) com la tiramina, histamina, albúmina.
- Polisacàrids heterogenis. Presenta una petita quantitat de mucílag.
- També conté resines àcides amargues i tanins catèquics.
- Les fulles són molt riques en àcid fumàric (3,3%).

## Acció farmacològica/propietats
Aperitiu/digestiu perquè és estimulant de les mucoses digestives, colagog, hepatoprotector (efecte sobre tot preventiu), hemostàtic, venotònic, diürètic, antipirètic, antirradicalar, antihemorraic, febrífug, antidepressiu i hipolipemiant.
S'ha comprovat que és un molt bon protector hepàtic en assaigs in vitro sobre hepatòcits, s'ha comprovat que la silimarina presenta un efecte protector enfront de substàncies hepatotòxiques com el tetraclorur de carboni, els lantànids, la galactosamina o la tioacetamida i també enfront de toxines com la faloidina present en l'Amanita phalloides.
Aquest efecte és degut a una alteració de la permeabilitat de la membrana, impedint l'accés de les toxines a l'interior de les cèl·lules. La silibinina disminueix l'activitat de les cèl·lules de Kupffer. Aquesta substància disminueix la producció de radicals superòxids i d'òxid nítric amb una concentració inhibitòria 50 (CI50) de 80 µM. També disminueix la síntesi de leucotriens, ja que inhibeix a la 5-lipooxigenasa amb una CI50 de 15 µM i, per tant, posseeix una important acció antiinflamatòria sobre el mesènquima del fetge. Finalment la silibinina presenta uns efectes antioxidants, disminuint el consum de glutatió i la seva oxidació. A més a més la silimarina (present sobretot en les llavors) és capaç d'estimular la regeneració de les cèl·lules hepàtiques danyades per tòxics. Incrementa la síntesi proteica en l'hepatòcit, ja que estimula l'activitat de la RNA polimerasa I, això provoca un augment de la regeneració del parènquima hepàtic. Sembla que la silibinina podria actuar com un esteroide, interaccionant directament amb RNA polimerasa i, per tant, induint la transcripció.
L'efecte hipolipemiant s'ha comprovat en assaigs practicats amb rates, ja que la silimarina pot disminuir el contingut de colesterol en el fetge i incrementar el c-HDL.
L'efecte antihemorràgic és probablement una conseqüència d'un millor funcionament del fetge. Millora la circulació sanguínia abdominal i de l'àrea genital, per tant és recomanat per a les regles abundants, hemorroides, varius i epistaxis (hemorràgies nasals) de repetició.
Acció farmacocinètica:
Absorció: la silimarina presenta una pobra biodisponibilitat per via oral, i només accedeix a la sang el 20-50% de la dosi administrada, patint una important degradació a nivell gastrointestinal.

## Usos medicinals
Card marià és indubtablement l'agent farmacològic millor documentat per al tractament de malalties del fetge. Popularment és coneguda com a "guardiana del fetge". S'utilitza en pacients que pateixen:
Problemes biliars:
	-Dispèpsies: digestió laboriosa i imperfecte de caràcter crònic.
	-Disinènsia biliar
	-Litiasis biliar (formació de pedres)
	-Colelitiasi
Trastorns hepàtics greus com:
	-Hepatitis crònica
	-Cirrosi hepàtica
	-Necrosi, insuficiència hepàtica.
	-Insuficiència hepàtica.
S'utilitza com a pal·liatiu i preventiu.
Els fruits i en menor proporció les fulles i les arrels contenen també altres substàncies actives (amines biogèniques, olis essencials, albuminoides i tanins), les quals podrien explicar la seva acció reguladora sobre el sistema nerviós vegetatiu, que és el que controla el to dels vasos sanguinis. Degut això, s'utilitza en casos de:
- Mal de cap i neuràlgia.
- Esgotament i astènia (fatiga)
- Cinestosi (marejos i vómits en els viatges): prendre'n una tassa de tisana abans de sortir.
- Reaccions al·lergiques: "febre del fenc", urticària, asma.
Altres usos:
-Baixa pressió sanguínia, contra els defalliments de l'aparell cardiovascular.
-Malalties infeccioses i debilitat postoperatòria.

### usos tradicionals
S'ha utilitzat tradicionalment pel tractament d'intoxicació per substàncies hepatotòxiques, com el tetraclorur de carboni, els insecticides organofosforats i bolets del gènere Amanita (A. phalloides, A. verna, A. virosa) tot i que la primera, per la gravetat d'aquesta intoxicació, es recomana l'administració de silimarina per via intravenosa.

## Formes galèniques/posologia
Mode d'administració:S'usa la droga polvoritzada, infusions/decoccions: extracte fluid o sec, tintures.
Les preparacions comercials de card sant han de tenir un contingut estandarditzat de silimarina d'un 70-80%.
S'aconsella prendre el card marià mitja hora abans dels menjars.
Dosificació:
Les dosis diàries recomanades són:
Droga polvoritzada: 12-15 g/24 hores.
Silimarina: 200-400 mg/24 hores.
Infusió: 3.0-3.5 g/150 ml/6-8 hores. També amb 30-50 g de fruits picats o triturats en un litre d'aigua, a la que si poden afegir fulles i arrdiaries. Es pren de 3 a 5 tasses diàries. Aquesta dosi pot sobrepassar-se sense cap perill, ja que la planta no presenta cap tipus d'efecte tòxic.
Extracte sec, 40-70:1 (g/g): equivalent a 100-200 mg de silimarina/12 hores.
Tintura, 1:5 (g/mil·lilitre): 1-2 ml/8 hores.
Les dosis diàries recomanades per al tractament de la intoxicació per Amanita phalloides són:
Extracte sec, 40-70:1 (g/g): equivalent a 33 mg de silimarina/kg/24 hores abans de les 48 hores després de la ingestió del fong.
A causa de la baixa solubilitat de la silimarina en aigua, s'aconsella que per al tractament de trastorns hepàtics s'usi l'extracte sec estandarditzat.

## Contradiccions
Hipersensibilitat al card marià o a altres espècies de la família de les compostes.
Obstrucció biliar. El card marià podria produir còlics biliars i agreujar l'obstrucció a causa del seu efecte colagog/colerètic.
Embaràs. El card marià no s'ha d'usar durant l'embaràs a causa de l'absència de dades que avalin la seva seguretat.
Lactància. El card marià no s'ha d'usar durant la lactància a causa de l'absència de dades que avalin la seva seguretat.
En nens no està comprovat el seu efecte així que no és recomanable.

## Reaccions adverses/Toxicitat
Les reaccions adverses del card marià són estranyes, només es produiran de vegades en tractaments crònics o en individus especialment sensibles; mai amb les dosis terapèutiques descrites.
Aquestes són:
- Digestives: només en algunes ocasions pot provocar diarreas.
No presenta cap mena de toxicitat.
En l'àmbit de sobredosis no hi ha informació coneguda perquè no s'han donat casos greus, ja que al seu una planta amb toxicitat zero, si se sobrepassessin les quantitats esmentades en la majoria dels casos no hi ha efectes negatius.

## Interacció amb altres medicaments
La utilització simultània de butirofenones o fenotizines amb la silimarina produeix una disminució de la peroxidació lipídica.
Si es pren alhora iohimbina o fentolamina amb silimarina disminueixen els efectes de les dues primeres. Per tant, s'hauran de reajustar les seves dosis.
La silibinina és un inhibidor del citocrom P450; per tant, pot augmentar els nivells plasmàtics de dextrometorfà o nifedipí si es prenen alhora amb la primera substància i, per tant, augmentarà la seva activitat terapèutica i els seus efectes secundaris.
També degut a la mateixa característica que hem comentat de la silibina combinada amb anticoagulants orals pot fer-los augmentar en els nivells plasmàtics i afavorir l'aparició d'hemorràgies.

## Observacions
A Anglaterra es coneix com a agitador de serps, ja que aquestes es rebolquen unes contra les altres en presència del card; segurament perquè s'associa la serp al mal i el card marià al bé.

## Gastronomia
Antigament es cultivava com a verdura. Les fulles i les tiges joves són comestibles.
Actualment els beduïns del Sàhara utilitzen les fulles tendres sense espines, i també els cors de les carxofes de manera crua en forma d'amanida i constitueix un exquisit menjar en zones desèrtiques.